# Anselmo Suárez y Romero
Anselmo Suárez y Romero (Havanna, 1818 – Havanna, 1878) elismert kubai író. Legismertebb műve a spanyol nyelven írt Francisco, amely az amerikai kontinens rabszolgaságát mutatja be.

## Élete
Suárez y Romero a San Carlos nevelőintézetben és a Havannai Egyetemen tanult, itt szerzett diplomát 1837-ben; tanítással, közneveléssel és újságírással foglalkozott.
Irodalmi munkássága az Una noche de retreta, Un viejo impertinente, Un recuerdo című művekkel kezdődött, amelyet a Biografía de Carlota Valdés 1838-ban történő kiadása követett. (angolul: Biography of Carlota Valdés). Domingo del Monte kubai reformer-író fölkérésére 1838–1839-ben írta Francisco című regényét a rabszolgaság ellen, melyet csak halála után, 40 évvel később publikáltak.
1859-ben adta ki Cikkgyűjtemény-ét (Colección de Artículos), benne néhány mesteri színvonalú, korrajzízű cikkel. Ugyanebben az évben felvételt nyer a Jogászok Szövetségébe. 1862-ben, Havannában több műve is napvilágot látott, köztük rövidebb-hosszabb esszék a köznevelés és az iskolarendszer reformja témakörében.
1870-ben jelentették meg a Jogi esetek kritikai szemléi (Cartas críticas sobre asuntos jurídicos) című gyűjteményét.
1880-ban végre megjelent spanyol nyelven a Francisco, amely az amerikai kontinens, elsősorban Kuba rabszolgaságát mutatja be. A regény számos új kiadást ért meg. 

## Irodalmi karrier
Anselmo Suárez y Romero mesterműve a Francisco, alcímén A cukormalom avagy a mező szépségei, 1838 és 1839 között íródott és az amerikai kontinens első rabszolgaság ellenes regényének tartják. A másik mű, amely szintén a rabszolgaság eltörléséről szól, a Petrona és Rosalía című novella 1838-ból, amelyet Félix Tanco y Bosmeniel (1797–1871) írt, 1925-ben adták ki, és szintén a 19. századi rabszolgaság életét mutatja be.
A Francisco című regény, amely Juan Francisco Manzano évekkel korábban írt életrajzi írásán, az Egy rabszolga önéletrajzán ("Autobiografía de un esclavo") alapul, amelyet később Angliában publikáltak, utat mutatott több irodalmi alkotás számára: Cirilo Villaverde Cecilia Valdés regénye kezdte 1839-ben, Gertrudis Gómez de Avellaneda Sab című regénye 1841-ben, Pedro José Morillas műve, az El Ranchador 1856-ban, Antonio Zambrana El negro Francisco címen 1873-ban, végül Alejo Carpentier ¡Ecué-Yambá! című műve 1933-ban.
Bár a Francisco évekkel a Tamás bátya kunyhója előtt készült, a gyarmati cenzúra nem engedte publikálni. A regény kéziratát 1840-ben juttatták el Richard Robert Madden brit hivatalnok és abolicionista részére, az Egy rabszolga önéletrajza Suarez y Romero által lektorált példányával együtt.

## Bibliográfia
- Suárez y Romero, Anselmo. Colección de artículos de Anselmo Suárez y Romero. Establecimiento tip. La Antilla, 278. o. (1859)
- Suárez y Romero, Anselmo. Ofrenda al bazar de la Real Casa de Beneficencia. Imprenta del Tiempo, 203. o. (1864)
- Suárez y Romero, Anselmo. Francisco. N. Ponce de León, 156. o. (1880)